# Ветеран (фильм, 2020)
«Ветеран» (чеш. Veterán) — чешский телевизионный художественный фильм, поставленный режиссёром Яном Гржебейком по сценарию Марека Эпштейна.
Психологическая и социальная драма о бывшем чешском солдате-наёмнике, который пытается вернуться к нормальной жизни после 20 лет службы.
Премьера состоялась 9 февраля 2020 года.

## Сюжет
Главный герой Мартин — мужчина лет 40, за свои грехи заставивший себя вести аскетичный образ жизни. Внешне это — очень сильный человек, но внутри у него глубокие незаживающие раны от своей былой жизни. Пытаясь оставить всё плохое в прошлом, внешне машина для убийств, герой пытается создать какое-то более ли менее гармоничное начало в жизни окружающих его людей и в своей собственной. Но его внутренний конфликт и общество, не принимающее его, мешают герою добиться своих целей и вернуться к гармоничному существованию.
Только вернувшись с войны, Мартин сразу сталкивается с испытанием: его семья на грани развала. Мать уже давно умерла, родная сестра вышла замуж за алкоголика, у племянника нет возможности носить нормальную одежду, квартиру хотят забрать за долги.
Заработавший много денег за военную службу, Мартин мечтает о малом: он хочет открыть свою арабскую кофейню, чтобы познакомить свой народ с настоящим кофе и с менталитетом арабов, с которыми он же и воевал. Но большая часть денег, которые он сам себе выделил, уходит на семью, и Мартин вынужден начать искать возможность зарабатывать.
В первый же день своего приезда Мартин сталкивается с дракой и охотно в неё вступает, чтобы защитить незнакомого ему человека — Себастьяна. Так, он знакомится с человеком из высшего общества. Себастьян благодарен Мартину, и приглашает его к себе на обед. Мартин знакомится с богатой прослойкой общества — с их точкой зрения на войну, на Мартина, на благотворительность, на жизнь и на то, кто имеет право жить, а кто нет. Там же он знакомится с Сарой, девушкой, в которую влюбляется, они начинают строить отношения.
Постепенно обстановка накаляется: отсутствие денег, конфликт с семьей, конфликт с высшей прослойкой общества — семьей Сары и с самой Сарой, воспитанной определённым образом и не принимающей другую точку зрения на жизнь, разрушение надежд достроить свою кофейню дополняется приветом из нехорошего прошлого Мартина, и Мартину остается одно — как на войне, бороться за себя и свою жизнь.

## В ролях
- Милан Ондрик — Мартин
- Мари Пулова — Сара
- Павел Криз — Кадлец
- Алена Анталова — Кадлецова
- Винсент Навратил — Себастьян
- Ева Бандор — Йохана
- Ян Коларик — Тонда
- Джон Бок — Зикл
- Матус Раджмонт — Дэни
- Лукас Бек — Палач
- Майкл Беран — Полицейский
- Мартин Ченек — коллега Дэни
- Далибор Чернак — Полицейский
- Душан Гребичек
- Нада Коварова — Учитель
- Иво Кучера — отец Дэни
- Мирослав Кумхала — Продавец на мебельном базаре
- Яна Мусилова — банковский служащий
- Марек Приказски — Продавец в магазине велосипедов
- Ян Сибик — фотограф
- Оливер Сиска
- Моника Сискова
- Мартин Кисперски

## Производство
К написанию сценария Марека Эпштейна подтолкнула встреча с бывшим одноклассником, который рассказал о своей судьбе, службе в иностранном легионе, куда он бежал от ответственности за грехи своей юности, и о трудности возвращения к нормальной жизни в Чешской Республике. А главным источником вдохновения Эпштейну послужил роман Джека Лондона «Мартин Иден», повествующий о человеке, пытающемся добиться успеха в обществе, к которому он не принадлежит.
Главную роль сыграл словацкий актёр Милан Ондрик. По словам Ондрика, он всегда хотел сыграть роль крутого бойца — и он заранее, ещё не имея роли, хорошо подготовил себя физически и морально. Во время сцены на велосипедах Ондрик, отказавшись от каскадера, решил самостоятельно спуститься с крутого холма с колоннады в Рейстна-над-Валтице и он достиг такой скорости, что даже обогнал дрон, снимавший его с воздуха. Кадр настолько понравился создателям, что они решили оставить его.